# Dolomedes huttoni
Dolomedes huttoni là một loài nhện trong họ Pisauridae.
Loài này thuộc chi Dolomedes. Dolomedes huttoni được Henry Roughton Hogg miêu tả năm 1908.